# Vigilant (yate)
El Vigilant fue el defensor estadounidense victorioso de la octava edición de la Copa América, disputada en 1893 contra el retador británico Valkyrie II. El yate fue diseñado por Nathanael Greene Herreshoff y construido en 1893 por la Herreshoff Manufacturing Company de Bristol (Rhode Island). Fue el primer defensor victorioso de Herreshoff en la Copa América.

## Diseño
El Vigilant era una balandra de orza de construcción totalmente metálica (acero y bronce). Perteneció a un sindicato liderado por Charles Oliver Iselin e integrado por Edwin Dennison Morgan, August Belmont Jr., Cornelius Vanderbilt, Charles Ranlett Flint, Chester W. Chapin, George R. Clark, Henry Astor Carey, Barton Hopkins, E.M. Fulton Jr. y Adrian G Iselin. Su patrón era el propio Nathanael Greene Herreshoff.

## Carrera

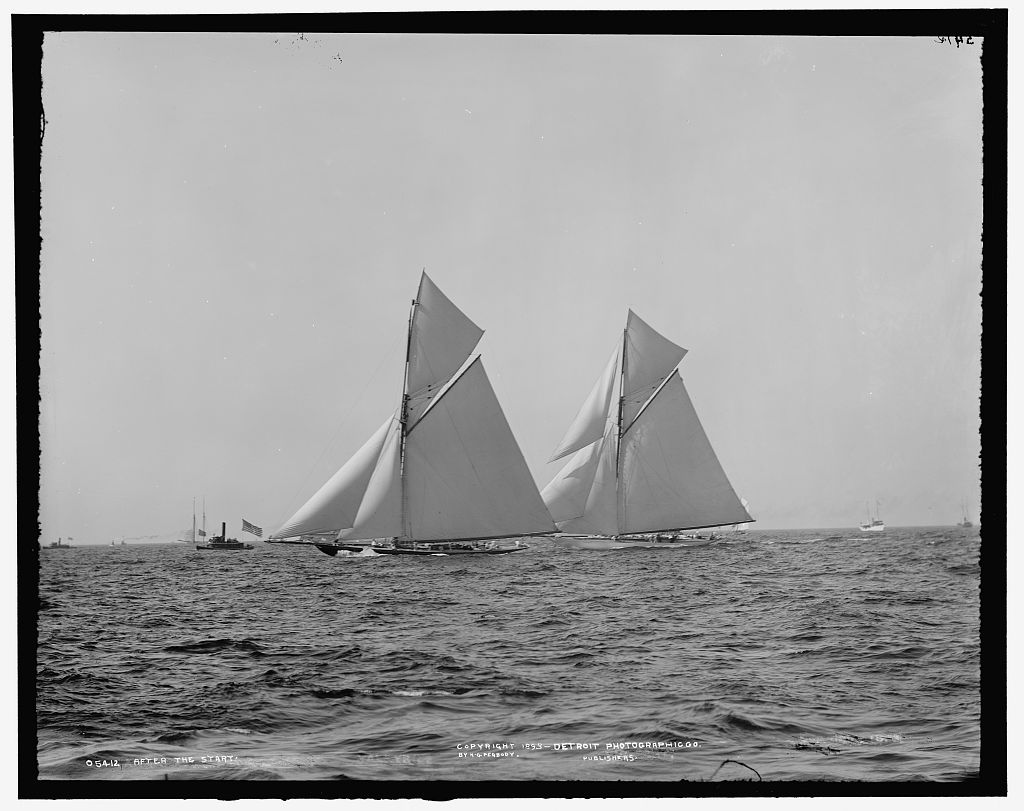
El Vigilant y el Valkyrie II

Botado el 14 de junio de 1893, el Vigilant venció al Colonia, al Jubilee y al Pilgrim, imponiéndose en las pruebas de selección estadounidenses de 1893 para la defensa de la Copa América.
En la Copa América de aquel año, el Vigilant se enfrentó al cúter británico Valkyrie II liderado por Lord Dunraven, en un formato al mejor de tres de cinco regatas, con recorridos alternos. Las regatas se disputaron los días 7, 9 y 13 de octubre de 1893 frente a Sandy Hook, justo al sur de Nueva York. La primera y la tercera regata fueron de 15 millas a barlovento frente al Scotland Lightship y regreso a sotavento; la segunda regata fue un triángulo equilátero de 30 millas. La hija de Lord Dunraven se convirtió en la primera mujer en navegar en una regata internacional de vela en los Estados Unidos.
En la primera regata, el 7 de octubre, con viento suave, el Valkyrie II ganó la salida a las 11:25 a. m. con 15 segundos y una eslora de ventaja, pero en la primera boya, el Vigilant había adquirido una ventaja de nueve minutos, y finalmente cruzó la línea de meta con 7 minutos de ventaja sobre el Valkyrie II (8 minutos y 48 segundos en tiempo compensado).
En la segunda regata, disputada el 9 de octubre, el Vigilant ganó la salida a las 11:25 h por 5 segundos, pero el Valkyrie II logró una ventaja inicial de 5 esloras con una brisa de 24 millas por hora (38,6 km/h; 20,9 ns) que se intensificaba. En la primera boya, el Vigilant mantenía una ventaja de cinco minutos y llegó a tener 9 minutos de ventaja en la segunda. Al final, el Vigilant superó al Valkyrie II por 12 minutos 30 segundos (10 minutos y 35 segundos en tiempo compensado).
En la tercera regata, el 13 de octubre de 1893, Lord Dunraven se enfrentaba a la eliminación, pero estaba seguro de que el Valkyrie II podría igualar o superar al Vigilant con el fuerte viento. El Valkyrie II lideró la etapa de ceñida, pero perdió un spinnaker en los dos tercios de la empopada. Al final, el Vigilant superó al Valkyrie II por 40 segundos en tiempo compensado, defendiendo con éxito la copa. The World la calificó como la regata más rápida jamás disputada hasta entonces, con un recorrido de 15 millas a barlovento y regreso con las velas rizadas y un vendaval.
En 1894, el Vigilant fue adquirido por Howard Gould, y se convirtió en el primer defensor de la Copa América en navegar en Europa durante la temporada de vela británica. En la Regata de Mount's Bay del 28 de julio de 1894, el Vigilant fue pilotado por Benjamin Nicholls, de Penzance, y el yate Britannia del Príncipe de Gales (posteriormente Eduardo VII), por Philip Nicholls, hermano de Ben. El Britannia ganó por poco más de 7 minutos. Gente de todo el suroeste acudió en tren para presenciar la regata. Ambos hermanos eran pilotos de Trinity House, de Penzance. En dieciséis regatas contra el Britannia, el Vigilant fue derrotado doce veces. El Vigilant compitió en las pruebas de defensa de la Copa América de 1895, ganada por el Defender. De 1896 a 1910, el Vigilant tuvo seis propietarios diferentes. Un personaje de la alta sociedad de Massachusetts, Frederick Lothrop Ames Jr., compró el Vigilant en 1902. Su último propietario fue William Iselin, quien lo navegó desde 1906 hasta 1910.
El yate fue desguazado en New London en 1910.